# Organisation Internationale des Constructeurs d’Automobiles
Die Organisation Internationale des Constructeurs d’Automobiles (OICA) (deutsch Internationale Automobilherstellervereinigung) wurde 1919 in Paris gegründet. Sie ist weltweit durch Auswertung und Verbreitung von Statistiken und anderen Informationen bekannt. Jährlich im August veröffentlicht die OICA Zahlen zur Auslieferung von Fahrzeugen der einzelnen Konzerne des jeweils vergangenen Jahres. Diese Liste gilt weltweit als offizieller Maßstab zur Klassifizierung der Größe und Bedeutung von Automobilkonzernen.
Als Dachorganisation von 35 nationalen Mitgliedsverbänden auf fünf Kontinenten vertritt die OICA global die Interessen der Automobilindustrie. Sie ist als Lobby-Organisation von internationalem Rang anzusehen, die versucht, ihre globalen Strategien und Standpunkte zu etablieren. Regierungen, internationale Gremien und Organisationen sowie NGOs finden in der OICA einen Ansprechpartner. Ferner ist es Ziel der OICA als Koordinationsstelle für Forschung, Entwicklung und Zukunftsfragen zu fungieren. Die OICA arbeitet weltweit eng mit Automobilclubs (ADAC, ACE u. a.) und den Ausrichtern für Automessen und -ausstellungen zusammen – auch hier sieht sie sich als einzigartige Schnittstelle internationaler Koordination.

## Interne Gliederung
- Kommunikationsausschuss
- Ausstellung-Ausschuss
- Ausschusses für Statistik
- Fachausschuss
- Organisationskomitee

## Wichtige OICA-Ranglisten
Weltweit wurden 2011 insgesamt 78,8 Mio. Fahrzeuge hergestellt. Es werden Fahrzeuge jeglicher Art gezählt – es wird also nicht zwischen teueren und billigen Autos, sowie zwischen Autos, Bussen und LKWs differenziert.

### Entwicklung der Fahrzeugproduktion nach Ländern
Aufgeführt sind die 25 Länder, in denen die größte Anzahl von Kraftfahrzeugen hergestellt wurden. Alle Angaben beziehen sich auf die Staaten in ihren heutigen Grenzen.
| Rang (2011) | Land                   | 1970      | 1980       | 1990       | 2000       | 2007       | 2008       | 2009       | 2010       | 2011       | peak year | peak number |
| ----------- | ---------------------- | --------- | ---------- | ---------- | ---------- | ---------- | ---------- | ---------- | ---------- | ---------- | --------- | ----------- |
| 1.          | Volksrepublik China    | 87.166    | 222.288    | 509.242    | 2.069.069  | 8.882.456  | 9.299.180  | 13.790.994 | 18.264.761 | 18.418.876 | 2011      | 18.418.876  |
| 2.          | Vereinigte Staaten     | 8.283.949 | 8.009.841  | 9.782.997  | 12.773.714 | 10.780.729 | 8.693.541  | 5.731.397  | 7.762.544  | 8.653.560  | 1999      | 13.024.978  |
| 3.          | Japan                  | 5.289.157 | 11.042.884 | 13.486.796 | 10.140.796 | 11.596.327 | 11.575.644 | 7.934.057  | 9.628.920  | 8.398.654  | 1990      | 13.486.796  |
| 4.          | Deutschland            | 3.995.625 | 4.095.138  | 4.976.552  | 5.526.615  | 6.213.460  | 6.045.730  | 5.209.857  | 5.905.985  | 6.311.318  | 2011      | 6.311.318   |
| 5.          | Südkorea               | 28.819    | 123.135    | 1.321.630  | 3.114.998  | 4.086.308  | 3.826.682  | 3.512.926  | 4.271.941  | 4.657.094  |           |             |
| 6.          | Indien                 | 76.409    | 113.917    | 362.655    | 796.185    | 2.253.729  | 2.332.328  | 2.641.550  | 3.557.073  | 3.936.448  |           |             |
| 7.          | Brasilien              | 416.089   | 1.165.174  | 914.466    | 1.681.517  | 2.977.150  | 3.215.976  | 3.182.923  | 3.381.728  | 3.406.150  |           |             |
| 8.          | Mexiko                 | 192.841   | 490.006    | 820.558    | 1.934.927  | 2.095.245  | 2.167.944  | 1.561.052  | 2.342.282  | 2.680.037  |           |             |
| 9.          | Spanien                | 539.132   | 1.181.659  | 2.053.350  | 3.032.874  | 2.889.703  | 2.541.644  | 2.170.078  | 2.387.900  | 2.353.682  |           |             |
| 10.         | Frankreich             | 2.750.086 | 3.378.433  | 3.768.993  | 3.348.351  | 3.015.854  | 2.568.978  | 2.047.658  | 2.229.421  | 2.294.889  |           |             |
| 11.         | Kanada                 | 1.159.504 | 1.369.607  | 1.947.106  | 2.961.636  | 2.578.790  | 2.082.441  | 1.490.482  | 2.068.189  | 2.134.893  |           |             |
| 12.         | Russland               | 844.300   | 2.195.000  | 2.071.950  | 1.202.589  | 1.660.120  | 1.790.301  | 725.012    | 1.403.244  | 1.988.036  |           |             |
| 13.         | Iran                   | 35.000    | 161.000    | 44.665     | 277.985    | 997.240    | 1.051.430  | 1.394.075  | 1.599.454  | 1.648.505  |           |             |
| 14.         | Thailand               | 22.055    | 73.347     | 304.843    | 411.721    | 1.287.346  | 1.393.742  | 999.378    | 1.644.513  | 1.478.460  |           |             |
| 15.         | Vereinigtes Königreich | 2.098.498 | 1.312.914  | 1.565.957  | 1.813.894  | 1.750.253  | 1.649.515  | 1.090.139  | 1.393.463  | 1.463.999  |           |             |
| 16.         | Tschechien             | 169.920   | 233.112    | 242.000    | 455.492    | 938.648    | 946.567    | 983.243    | 1.076.384  | 1.199.834  |           |             |
| 17.         | Türkei                 | 25.000    | 50.881     | 209.150    | 430.947    | 1.099.413  | 1.147.110  | 869.605    | 1.094.557  | 1.189.131  |           |             |
| 18.         | Indonesien             | k. A.     | k. A.      | k. A.      | 292.710    | 411.638    | 600.628    | 464.816    | 702.508    | 837.948    |           |             |
| 19.         | Polen                  | 113.087   | 417.834    | 347.975    | 504.972    | 792.703    | 945.959    | 878.998    | 869.474    | 837.132    |           |             |
| 20.         | Argentinien            | 219.599   | 281.793    | 99.639     | 339.632    | 544.647    | 597.086    | 512.924    | 716.540    | 828.771    |           |             |
| 21.         | Italien                | 1.854.252 | 1.610.287  | 2.120.850  | 1.738.315  | 1.284.312  | 1.023.774  | 843.239    | 838.186    | 790.348    |           |             |
| 22.         | Slowakei               | 0         | 0          | 0          | 181.333    | 571.071    | 575.776    | 461.340    | 561.933    | 639.763    |           |             |
| 23.         | Belgien                | 296.000   | 923.426    | 1.248.290  | 1.033.294  | 834.403    | 724.498    | 537.354    | 555.302    | 562.386    |           |             |
| 24.         | Malaysia               | k. A.     | 104.227    | 191.580    | 282.830    | 441.661    | 530.810    | 489.269    | 567.715    | 540.050    |           |             |
| 25.         | Südafrika              | 297.573   | 404.766    | 334.779    | 357.364    | 534.490    | 562.965    | 373.923    | 472.049    | 532.545    |           |             |

Weltweite Kraftfahrzeugproduktion nach Land
| Fahrzeuge (Einheiten)                | 2019       | 2020       | 2021       | 2022       |
| ------------------------------------ | ---------- | ---------- | ---------- | ---------- |
| Europäische Union                    | 21.531.339 | 16.904.429 | 16.338.165 | 16.216.888 |
| Vereinigte Staaten                   | 20.160.401 | 15.692.927 | 16.190.835 | 17.756.263 |
| Asien-Pazifik                        | 49.333.841 | 44.276.549 | 46.768.800 | 50.020.793 |
| Afrikanische Union (excluding Egypt) | 1.095.151  | 776.247    | 907.302    | 1.022.783  |
| TOTAL                                | 92.120.732 | 77.650.152 | 80.205.102 | 85.016.728 |

### Entwicklung der Fahrzeugproduktion nach Herstellern
| Land                | Konzern        | 2011      | 2012       | 2013       | 2014       | 2015       | 2016       |
| ------------------- | -------------- | --------- | ---------- | ---------- | ---------- | ---------- | ---------- |
| Japan               | Toyota         | 8.050.181 | 10.104.424 | 10.324.995 | 10.475.338 | 10.083.831 | 10.213.486 |
| Vereinigte Staaten  | General Motors | 9.146.340 | 9.285.425  | 9.628.912  | 9.609.326  | 9.490.835  | 9.937.434  |
| Deutschland         | Volkswagen     | 8.157.058 | 9.254.742  | 9.379.229  | 9.894.891  | 9.872.424  | 10.126.281 |
| Korea Sud           | Hyundai        | 6.616.858 | 7.126.413  | 7.233.080  | 8.008.987  | 7.988.479  | 7.889.538  |
| Vereinigte Staaten  | Ford           | 4.873.450 | 5.595.483  | 6.077.126  | 5.969.541  | 6.396.369  | 6.429.485  |
| Japan               | Nissan         | 4.631.673 | 4.889.379  | 4.950.924  | 5.097.772  | 5.170.074  | 5.556.241  |
| Italien             | Fiat           | 2.399.825 | 2.127.295  | 4.681.704  | 4.865.758  | 4.865.233  | 4.681.457  |
| Japan               | Honda          | 2.909.016 | 4.110.857  | 4.298.390  | 4.513.769  | 4.543.838  | 4.999.266  |
| Japan               | Suzuki         | 2.725.899 | 2.893.602  | 2.842.133  | 3.016.710  | 3.034.081  | 2.945.295  |
| Frankreich          | Peugeot        | 3.582.410 | 2.911.764  | 2.833.781  | 2.917.046  | 2.982.035  | 3.152.787  |
| Frankreich          | Renault        | 2.825.089 | 2.676.226  | 2.704.675  | 2.761.969  | 3.032.652  | 3.373.278  |
| Deutschland         | BMW            | 1.738.160 | 2.065.477  | 2.006.366  | 2.165.566  | 2.279.503  | 2.359.756  |
| China Volksrepublik | SAIC           |           | 1.783.548  | 1.992.250  | 2.087.949  | 2.260.579  | 2.566.793  |
| Deutschland         | Daimler AG     | 1.528.008 | 2.195.152  | 1.781.507  | 1.973.270  | 2.134.645  | 2.526.450  |
| Japan               | Mazda          | 1.165.591 | 1.189.283  | 1.264.173  | 1.328.426  | 1.540.576  | 1.586.013  |
| China Volksrepublik | Changan        |           |            |            | 1.447.017  | 1.540.133  | 1.715.871  |